# 橋下まこ
橋下 まこ（はしもと まこ、1993年11月1日 - ）は、日本のAV女優、ストリッパー。ファンスタープロモーション所属

## 略歴・人物
2017年4月にデビューしたショートカットで巨乳のAV女優。
2018年8月21日、新宿ニューアートでストリップデビュー。
2020年11月、ゲオTVアダルトニュースメディアMANGOで実施された「本当は誰にも教えたくない、私だけのお気に入りAV女優アンケート」において、「あなたの新しいオナペット候補5人」のうちの1名に選ばれた。

## 出演作品

### アダルトDVD
- 赤い糸で結ばれたまま1泊2日過ごしたら新歓コンパ費用を進呈!! 密着し過ぎた2人は立場を忘れて初結合?! 〜大学部活の先輩女子部員と新入男子部員編〜（4月6日、SODクリエイト）※「さゆり」名義、共演:まい、のぞみ
- マジックミラー号 保母さんを目指しているFカップの巨乳女子大生がにしくんに母性溢れる心優しい授乳手コキをしたら、まさかのフル勃起!? デカチ○ポと超絶テクニックに何度もおかわりSEXを求める“お漏らし”マ○コ！（4月20日、SODクリエイト）※「たえこ」名義、オムニバス作品
- 関西在住の女の子が友達と2人揃ってAV出演（6月1日、AKNR）共演:二宮和香　他出演:舞園にこ、小鳥遊まゆ
- 噂の検証!! まんハメ検証団×PRESTIGE PREMIUM 04（6月9日、プレステージ）※「もえ」名義、オムニバス作品
- 学校の帰りにエロプリしているJ○にガチ交渉! スケベな事しか考えていないならエッチな事させてください! 7（7月7日、DOC）※「あこ」名義、共演:さき、オムニバス作品
- サークル飲み会で何も知らない新入生たちと乱交しちゃった映像を勝手にAV化! 酔わせてエッチな飲み会ゲームで盛り上がって最後は乱交!いっぱい中出しさせてもらいました!!（7月7日、お夜食カンパニー）共演:星空もあ、夢野りんか　他出演:藤川れいな、七海ゆあ、向井戸涼
- 超イケメンがナンパしてきた家出中の女子校生を何度も何度も皆で輪姦しちゃった激ヤバ動画（7月19日、お夜食カンパニー）※オムニバス作品
- Tシャツが濡れてしまう程、ガラスに押し付けられたスケスケ巨乳を見た僕は…（7月21日、DOC）※オムニバス作品
- 大和撫子の新・お嗜み! 極太バイブ筆でエロ書道! 書けば書くほど賞金GET!イキ我慢しながらどこまで書けるの!?（7月21日、DOC）※「まき」名義、オムニバス作品
- 娘と家庭教師の女を媚薬発情させ近親&レズ3PでW中出しセックス 2（7月21日、DOC）共演:紗々原ゆり、オムニバス作品
- ヒロイン凌辱特殊部隊 スーパーレディー編（7月28日、GIGA）
- 【緊急指令】 素人女性を口説いてSEXしてAV作品を作れ! 「終電逃した女性を駅前でナンパしてみた」編 02（7月28日、ゴーゴーズ）※「くぅちゃん」名義
- True Love 2 プライド（7月29日、HMJM）共演:岡井りえ
- 一般男女モニタリングAV 男女の友達同士が2人っきりの密室でフェラ技コンプリートできたら100万円! どんどん過激になる14種類のフェラチオミッションにフル勃起チ○ポは暴発寸前! 口の中いっぱいに広がるチ○ポの感触に濡れてしまった発情マ○コ! リアル素人大学生の男女は友情の壁を越えて濃厚SEXしてしまうのか!?（8月7日、DEEP'S）※「あおい」名義、オムニバス作品
- 『失敗してもいいからエッチして欲しいんだけど… もちろん何してもいいし…とにかくエッチな事なんでもいいから勉強したいの』 去年まで女子校だった学校に入学したら男性比率は5%で超少数!しかも偏差値激高の進学校だから皆頭が良い!! でも勉強ばかりしてきたからSEX偏差値が激低でまわりのおバカ学校の女子より明らかに劣っているのが許せないらしく、勉強そっちのけでボクのチ○ポをあの手この手で皆で勃起させてはチンチン研究に熱心!! そして当然、最後はSEXの練習をしたいらしく『挿れてほしい』とSEX懇願!!中学時代、女性に全くの無縁だったボクにですよ!!当然、断る理由もないのでSEXしまくっちゃいました!!中に出しちゃうは顔にぶっかけちゃうは… と当然、失敗しまくり!!でも全然怒られませんでした!それどころか良い経験が出来たと喜ばれちゃいました!（8月7日、Hunter）※オムニバス作品
- 17周年記念SP おばさんおっぱいがち○ぽを勃起させてしまったの!? 「巨乳ノーブラ乳首ポッチ」で隣人を発情させてしまった淑女たち!! 本編撮りおろし+乳首作品集（8月10日、アイエナジー）※オムニバス作品
- 女子社員と出張中に強力媚薬をのませると、熱くなってきたソソる女子社員がハアハア色目を使ってきた。でも焦らすため、あえて部屋に戻って放置プレイ! 我慢できなくなった女子社員は廊下でお漏らし!! さらに羞恥プレイでさらし者にしてやったら「犯してください」と恥ずかしい事いうので、最後は部屋でタップリやってやりました!!（8月10日、SOSORUGARCON）※オムニバス作品
- 子育てが一段落した奥様たちの間で今危険な火遊びが止まらない!息子の友達だろうとおかまいなし! チ●ポご無沙汰ママたちは勃ちっぱなしの絶倫少●棒を寂しいマ●コから離せない! 家族の目を盗んでいつでもズコバコどこでも生でハメっぱなし!! 4（8月11日、SCOOP）※オムニバス作品
- 素人即金即脱ぎ即ハメ!! 02 「私。お金の為に頑張っちゃいました!」（8月11日、ゴーゴーズ）※オムニバス作品
- 絶望エロス 女学生 昨日までは女が好きだった。だけど今日は男が好き（8月13日、絶望エロス）共演:夢野りんか
- 夏のビーチでエロ娘達のレイヤード水着チェック!（8月18日、DOC）※「まき」名義、オムニバス作品
- 素人限定! くすぐり我慢腕相撲（8月19日、ATOM）※オムニバス作品
- 当然、勝手にAV化! イケメンの友達がほろ酔い状態の女の子を僕の部屋に連れて来た!女に無縁の僕にはそれだけで大興奮なのに超過激でHな王様ゲームが始まっちゃって… 10（8月19日、お夜食カンパニー）※オムニバス作品
- 孕ませ美少女8人4時間 オヤジの生チ○ポで種付け撮り8連発!（8月25日、S級素人）※オムニバス作品
- 彼氏がいないお姉ちゃんの友達(巨乳でかわいいのに)がお祭り後に浴衣姿でヤケ酒宅飲みしてたら爆睡してとんでもなくエロい光景に! お祭り後、姉がやや落ち込み気味の友達を家に連れてきた!かわいい浴衣を着てナンパされることを期待して行ったお祭りで何もなかったお姉ちゃんの友達たちは浴衣姿のまま深夜までお酒を飲みまくり!やかましくて浪人生のボクにはいい迷惑。やっと静かになったと思い部屋を覗いたら、酔っ払って浴衣のまま爆睡している。しかも浴衣から巨乳がハミ出し丸見え!さらにパンツも丸出し!そのあまりにもエロすぎる光景に興奮してしまい…勃起してしまうボク。そしてそれが見つかり怒られると思いきや…!（9月7日、Hunter）共演:笹倉杏、桜ちなみ、霧島さくら、三浦加鈴 ほか
- セクハラマッサージ師から必要以上に陰部を刺激された人妻は我慢できずに自らチ○ポを要求する!! 2 撮り下ろし5時間（9月8日、セニョーラ）※オムニバス作品
- 絶望エロス 女学生 2 放課後 少女たちは…… 発汗、発熱、発情する少女たちの下着（9月13日、絶望エロス）共演:夢野りんか
- デカチンで泣きながら堕ちた若妻 脱いだらEカップでいいカラダ 超敏感でイキまくってました なんとなく出演しちゃった普通の人妻26歳（9月13日、GALDQN）※「MAKO」名義
- 部活帰りの水泳部アスリート女子大生さんたちに突撃交渉! 同世代の童貞クンと人生初の王様ゲームしてみませんか? 水泳で鍛えられた大きなおっぱいとプリっ尻を独り占めでハメまくり!!中出し放題!! 念願の巨乳ハーレム筆おろし大乱交 in文京区●●町●丁目●番地・女子大生宅（9月19日、DEEP'S）※「えりな」名義、共演:ゆい、あや、さおり、るみ
- 素人男女観察! モニタリングAV 兄妹の兄妹愛徹底検証!! 普段は絶対話さない『初体験』や『性感帯』を兄が妹から聞き出し妹が答えられれば賞金!を差し上げます! 徐々に過激になる質問、そして赤裸々な妹の回答に思わず兄も勃起!さらに『妹のオナニーの感想』『中出しの感想』でムラムラは最高潮に!果たして禁断の一線を超えてしまい近親相姦してしまうのか?（9月19日、お夜食カンパニー）※オムニバス作品
- 誘惑接吻レズビアン 若妻は義理の妹に女同士でしか味わえない快楽を手ほどきする（9月21日、ヒビノ）共演:若槻みづな
- ヒロイン生殺し 鋼鉄の乙女 パワーウーマン（9月22日、GIGA）
- 超絶倫痴女姉妹!! 一度挿入したら最後、数年振りに再会した従姉妹はコンドームを箱ごと使い切っても性欲が収まらず生チ○ポをおかわりして生搾り中出しを強要してくる変態女になっていた!!（9月22日、OFFICE K'S）※オムニバス作品
- 【人妻投稿動画】 File.03 加減を知らない欲求不満なアラサー妻3名（9月29日、MAD）※「橋本」名義、オムニバス作品
- ママ友たちと温泉旅行「子供なんだから一緒に入ればいいでしょ!」混浴したら湯船は大人のボインだらけでチ○コ勃っちゃった!「ママには黙っててあげるから」元気な子供チ○ポに興奮した奥さんたちは寄ってたかってもてあそんでくれました。 3（10月5日、SWITCH）共演:諸星エミリー、二宮和香、若槻みづな、浜崎真緒、早野いちか、高嶋ゆいか
- 女子大生の姉友たちが人生初の集団AV鑑賞でまさかの集団発情! 彼女もできず年中AV漬けのボク。そんなボクの部屋に女子大生の姉とその友達が押し掛けて来た! どうも彼氏がAVばかり見てエッチしてくれない!と怒りAVに対して嫉妬している様子…そして「男ってなんでそんなにAVばっか見るの? ちょっと見せて!」となぜかボクのAVをみんなで鑑賞する事に! 大騒ぎなのもつかの間、静かになったと思ったら全員AVに釘づけで発情! さらに数分後、今度は画面に映る男優のチ○ポよりギンギンに勃起しているボクのチ○ポに気付き何やら変な空気に! 画面越しのチ○ポよりも生の勃起チ○ポを見てさらに発情!ご無沙汰なお姉さんたちからエロ過ぎる八つ当たり!?AVさながらのハメまくり奇跡体験に!!!（10月7日、Hunter）共演:美咲かんな、明海こう、早川瑞希、北川りこ、黒瀬萌衣
- 死んでも見たくなかった！結婚間近な彼女のバイト仲間とのBBQ映像 4（10月7日、お夜食カンパニー）共演:笹倉杏、黒木澪
- 家庭教師は瞳で誘われる…（10月10日、思春期.com）※「まこちゃん」名義
- 橋下まこの風船ワールド（10月13日、フェティッシュワールド）
- 代理子作り妊娠（10月19日、グローリークエスト）
- BATTLE Tトップレストーナメント 3rd 一回戦 第一試合（10月20日、バトル）共演:早野いちか
- 「お尻モデルのはずが…私、やりすぎちゃったかも…」 新人グラビアアイドル ドッキリお尻モデル撮影! 〜真夏のプール&スパリゾート編〜（11月7日、ゴールデンタイム）他出演:玉木くるみ、夏希みなみ、橘咲良
- 狙われた新妻 なんで結婚したんだ…君は僕のモノだとおもってたのに…（11月23日、タカラ映像）
- 【G1】美少女仮面オーロラ & フォンテーヌ（11月24日、GIGA）共演：紺野ひかる
- 淫乱女優限定!大酒飲み泥酔大乱交（11月25日、セレブの友）共演:浜崎真緒、二宮和香、紺野ひかる
- 真・時間が止まる腕時計パート 9（12月7日、ROCKET）共演：三原ほのか、桜井彩、北川エリカ、卯水咲流、愛里るい、瀬乃ひなた
- 狂乱ノンストップ同性愛（12月25日、セレブの友）共演：浜崎真緒、二宮和香、紺野ひかる

- 愛と性技の実演販売セールスレディ イロハ（2月23日、GIGA）共演：浜崎真緒
- ヒロイン破滅討伐 スパンデクサー最後の戦い コスモエンジェルVS残酷妖魔ハンター（3月9日、GIGA）共演：徳永れい、篠原ななみ
- ヒロイン徹底凌辱 02  セーラーアクオス（4月27日、GIGA）
- 超高級おもてなし生本番 巨乳中出し風俗店PREMIUM（5月11日、BAZOOKA）共演：雛菊つばさ、ひなみれん、伊東真緒
- 若妻密会 接吻レズビアン 夫は知らない、女同士の至上の快楽（5月24日、ヒビノ）共演：二宮和香
- 巨乳女医生性交 膣内射精カウンセリング（6月8日、BAZOOKA）※オムニバス作品
- 「あっ! ナマで入っちゃった!」 オイル素股でマ○コにチ○ポを擦りつけてたら気持ち良すぎてヌルッと生挿入!! 中出しSEXまでヤッちゃったデリヘル嬢たち 2（6月21日、グローリークエスト）※オムニバス作品
- 不思議戦隊ワンダーレンジャー ～特撮オタク美少女戦士ワンダーブルー VS エロエロン帝国（9月28日、GIGA）共演：阿部乃みく
- バトルプリンセス スパンデクサー 前編 actアフターウォー（12月14日、GIGA）共演：紺野ひかる、浜崎真緒、明里ともか
- バトルプリンセス スパンデクサー 後編 actアフターウォー（12月28日、GIGA）共演：紺野ひかる、浜崎真緒、明里ともか

- 怪盗レパード ～蹂躙された義賊～（1月25日、GIGA）
- 格闘姫凌辱 ロンリーガール（2月8日、GIGA）共演：紺野ひかる
- マキシスカートを捲り上げスラリとした白い足を見せつけ足コキするお姉さま（4月13日、アロマ企画）※オムニバス作品
- 射精コントロール（4月13日、アロマ企画）※オムニバス作品
- 凄指技の睾丸マッサージ×逆手オイル手コキ その2（4月25日、アロマ企画）※オムニバス作品
- 顔とパンチラと囁き淫語 2（5月25日、アロマ企画）※オムニバス作品
- パンチラでオナニーしたい草食男子のためのリクエストdeパンチラ 3（6月13日、アロマ企画）※オムニバス作品
- 特捜救命部隊セルウォーリア セルレイヌ アーマー破壊と恥辱（6月14日、GIGA）

### 女性向けアダルトDVD
- 予約の取れない女性専用裏エステ 絶頂中出しマッサージサロン（2018年7月12日、GIRL'S CH）※オムニバス作品

## リンク
- 橋下まこ (@hashimotomako) - X（旧Twitter）（2017年3月16日 - ）
- 橋下まこ (@hashimotomako) - Instagram